# Padina (Varna)
Padina (Bulgaars: Падина) is een dorp in het oosten van Bulgarije. Het dorp is gelegen in de gemeente Devnja, oblast Varna. Het dorp ligt 27 km ten westen van Varna en 349 km ten noordoosten van Sofia. 

## Geschiedenis
Het dorp heette tot 1934 Kopoezdzjoe of Kopuzdzhu (Bulgaars: Копузджу). Op 14 augustus 1934 werd deze plaats hernoemd en kreeg het de huidige naam Padina (letterlijke vertaling: lichte uitholling of inzinking).

## Bevolking
Op 31 december 2020 telde het dorp Padina 309 inwoners. Het aantal inwoners vertoont al meerdere jaren een dalende trend: in 1946 woonden er nog 1.017 mensen in het dorp.
| Bevolkingsontwikkeling tussen 1934 en 2020          |
| --------------------------------------------------- |
|                                                     |
| Bron: Nationaal Statistisch Instituut van Bulgarije |

In het dorp wonen grotendeels etnische Bulgaren. In 2011 verklaarden 266 van de 300 ondervraagden zichzelf als etnische Bulgaren, oftewel 88,7%. Er was ook een minderheid van etnische Turken aanwezig (30 personen, oftewel 10%).
| Etnische samenstelling van de respondenten (2011) | Etnische samenstelling van de respondenten (2011) | Etnische samenstelling van de respondenten (2011) | Etnische samenstelling van de respondenten (2011) | Etnische samenstelling van de respondenten (2011) |
| ------------------------------------------------- | ------------------------------------------------- | ------------------------------------------------- | ------------------------------------------------- | ------------------------------------------------- |
|                                                   |                                                   |                                                   |                                                   |                                                   |
| Bulgaren                                          | Bulgaren                                          |                                                   | 88,7%                                             | 88,7%                                             |
| Turken                                            | Turken                                            |                                                   | 10,0%                                             | 10,0%                                             |
| Roma                                              | Roma                                              |                                                   | 0,0%                                              | 0,0%                                              |
| Anders/Onbekend                                   | Anders/Onbekend                                   |                                                   | 1,3%                                              | 1,3%                                              |